# Il suffit d'un premier pas
Il suffit d'un premier pas (Sins of the Mother) est un téléfilm canadien réalisé par Paul A. Kaufman, d'après le roman Orange Mint and Honey de Carleen Brice, et diffusé aux États-Unis le 21 février 2010 sur Lifetime Movie Network.

## Synopsis
Shay, une brillante chercheuse qui travaille à l'université, doit abandonner son activité et retourner vivre chez sa mère, une alcoolique qui tente de se soigner.

## Fiche technique
- Titre original : Sins of the Mother
- Réalisation : Paul A. Kaufman
- Scénario : Elizabeth Hunter, d'après le roman de Carleen Brice
- Photographie : C. Kim Miles
- Musique : Laura Karpman
- Pays : Canada
- Durée : 90 minutes

## Distribution
- Jill Scott (VF : Odile Schmitt) : Nona[2]
- Nicole Beharie (VF : Élisabeth Ventura) : Shay
- Mimi Rogers (VF : Pauline Larrieu) : Lois
- Katharine Isabelle (VF : Edwige Lemoine) : Ivy
- Matt Ward (VF : Daniel Lobé) : Oliver
- Monaeya Silveira : Sunny
- Gale Van Cott : manager
- Jerry Wasserman : Carl
- Ecstasia Sanders (en) : Stephanie
- Dave Leach : Matt

## Accueil
Le téléfilm a été vu par 2,647 millions de téléspectateurs lors de sa première diffusion.